# Pablo Morán
Pablo Morán Santamaria (La Habana 11 de enero de 1927 – Gijón, 25 de noviembre de 1995) fue un  ajedrecista, periodista y escritor español, nacido en La Habana, Cuba hijo de padres españoles. Su vida y carrera se desarrollaron principalmente en Gijón. Es más conocido como autor de libros de ajedrez en los que abordó diferentes temas históricos y biográficos relacionados con el juego ciencia.  
Como ajedrecista alcanzó el título de Maestro Nacional. Fue campeón de Asturias y varias veces finalista en los campeonatos nacionales de ajedrez de España individuales y por equipos. También practicó el ajedrez por correspondencia. Fue presidente de la Federación Asturiana de Ajedrez.
Como periodista trabajó en los diarios Voluntad de Gijón,  La Nueva España de Oviedo, Ya de Madrid y en la agencia EFE. Allí se ocupó de diversos temas además de los ajedrecísticos. Tuvo a su cargo la sección de ajedrez en el diario El País.  También publicó sus artículos y estudios en varias revistas especializadas en ajedrez.
Como autor, entre sus obras más conocidas se encuentra Agonía de un genio, dedicado a reseñar los últimos años del campeón mundial de ajedrez el ruso Alexander Alekhine (1892-1946). El libro fue traducido al inglés y publicado por la prestigiosa editorial especializada McFarland & Co.

## Principales Obras
- Kasparov,   Editorial Fundamentos.
- Agonía de un genio, Ricardo Aguilera Editorial. Traducción al inglés: Alexander Alekhine,  McFarland & Co Inc. ISBN: 978-0-7864-5981-0
- Los niños prodigio del ajedrez, Martínez Roca Ediciones.
- Bobby Fischer, Martínez Roca Ediciones.
- Campeones y campeonatos de España. Ricardo Aguilera Editorial
- La Carrera Ajedrecistica de Anatoly Karpov. Ricardo Aguilera Editorial